# キャンディス・ケイン
キャンディス・ケイン（Candis Cayne, 1971年8月29日 - ）は、アメリカ合衆国の女優、パフォーマンスアーティスト。

## 経歴
キャンディスは1990年代からニューヨークのナイトクラブでドラァグクイーンとしてパフォーマンスしていた。ニューヨークに拠点を移してから数年後、トランスジェンダーという存在を知り、自分もそこにフィットすると感じたキャンディスは性別適合手術を決意。1996年からトランスジェンダーとして活躍している。ABC系列のドラマ『ダーティ・セクシー・マネー』でトランスジェンダーの愛人カルメリータを演じたことで2007年に注目を集め 、プライムタイムにトランスジェンダーのキャラクターを繰り返し演じた初のトランスジェンダー女優となった。

## 出演作品
- エレメンタリー ホームズ&ワトソン in NY
- ダニーのサクセス・セラピー
- 私はラブ・リーガル2
- NIP/TUCK　ハリウッド整形外科医
- ダーティ・セクシー・マネー（カルメリータ）
- CSI:ニューヨーク3
- ウイッグストック